# Pheucticus
Pheucticus és un gènere d'ocells de la família dels cardinàlids (Cardinalidae). Habiten en diversos tipus de boscos, selves de muntanya, i matolls des de gran part d'Amèrica del Nord fins al centre-sud d'Amèrica del Sud. S'alimenten de llavors, fruits i brots. Pel seu potent cant i atractiu colorit són freqüentment capturats per ser comercialitzats al mercat d'aus de gàbia.

## Taxonomia
El gènere va ser introduït pel naturalista alemany Ludwig Reichenbach el 1850. L'espècie tipus va ser designada posteriorment com el cardenal encaputxat.
Segons la Classificació del Congrés Ornitològic Internacional (versió 14.2, 2024) aquest gènere està format per 6 espècies:
- cardenal groc - (Pheucticus chrysopeplus).
- cardenal cuixanegre - (Pheucticus tibialis).
- cardenal ventregroc - (Pheucticus chrysogaster ).
- cardenal encaputxat - (Pheucticus aureoventris).
- cardenal pit-rosat - (Pheucticus ludovicianus).
- cardenal capnegre - (Pheucticus melanocephalus).